# Soma (gra komputerowa)
Soma – gra komputerowa z gatunku survival horror stworzona przez firmę Frictional Games. Premiera gry miała miejsce 22 września 2015 roku. Miejscem akcji gry jest podwodny ośrodek badawczy PATHOS-2, nad którym kontrolę przejęły maszyny o ludzkich cechach.

## Rozgrywka
Soma jest pierwszoosobowym survival horrorem utrzymanym w konwencji science fiction. Thomas Grip z Frictional Games powiedział, że w grze można spotkać „wiele dziwnych stworzeń”.

## Produkcja i marketing
Soma była w produkcji od 2010 roku. Pierwszy zwiastun gry ujawniono 11 października 2013. Na oficjalnej stronie gry pojawił się cytat pisarza Philipa K. Dicka: „rzeczywistość jest wszystkim co nie znika, kiedy przestajemy w to wierzyć”. W kwietniu 2014 ujawniono, że akcja gry będzie miała miejsce na dnie oceanu. Takie umiejscowienie akcji było pomysłem dwóch twórców – Thomasa Gripa i Jensa Nilssona. Drugi zwiastun gry pokazano 3 kwietnia 2014.

## Odbiór gry
Gra spotkała się z pozytywnym odbiorem recenzentów, uzyskując w wersji na PC według agregatora Metacritic średnią z ocen wynoszącą 84/100 punktów oraz 84,64% według serwisu GameRankings.